# برج تلویزیونی ایندوسیار
برج تلویزیونی ایندوسیار یک دکل به بلندای ۳۹۵ متر (۱٬۲۹۶ فوت) در جاکارتای غربی اندونزی است.